# Elpidio G. Velázquez
Elpidio Gabriel Velázquez Alba  (San Juan de Guadalupe, Durango; 12 de mayo de 1892-Guadalajara, Jalisco; 14 de noviembre de 1977), conocido como Elpidio G. Velázquez, fue un militar y político mexicano que participó en la Revolución mexicana. Se desempeñó como gobernador de Durango entre 1940 y 1944.

## Biografía

### Primeros años
Gral. Elpidio Gabriel Velázquez, cursó su instrucción primaria en su tierra y pasó luego a la ciudad de Gómez Palacio, Dgo., donde trabajó como obrero y como empleado en algunos comercios. Cuando estalló la revolución de 1910, se incorporó al movimiento armado, militando a las órdenes de los generales Eugenio Aguirre Benavides, Francisco Espinosa y Mariano López Ortíz en la División del Norte que comandó el general duranguense don Francisco Villa.
Al terminar la lucha armada, continuó su carrera militar y fue subjefe del Estado Mayor del General Lázaro Cárdenas y jefe de los regimientos 55 y 64. También desempeñó diversas comisiones militares importantes como de director general de las fábricas de materiales de guerra. En el año de 1940 fue elegido Gobernador Constitucional del Estado de Durango para el cuatrienio 1940-1944.
Casado con Guadalupe Velázquez de Alva de la Mora Godoy, matrimonio del cual nacieron 6 hijos.

### Gobernador de Durango
Durante su administración como Gobernador se construyó el edificio y se estableció el Instituto Tecnológico de Durango, así como el magnífico monumento a la Bandera que es el orgullo de la ciudad.
Se fundó la colonia Nueva Vizcaya, se construyó la carretera Durango- Torreón, se amplió el parque Guadiana con la construcción de la alberca Olímpica.
Fundó la "Casa del Maestro" que fue demolida para construir en su lugar el Hotel del Magisterio. Tenía la particularidad como gobernante de visitar sorpresivamente los hogares pobres con el objeto de conocer la realidad social y el modo de pensar del pueblo que gobernaba.
Entregó el Gobierno al general Blas Corral Martínez.

### Fallecimiento
Murió en la ciudad de Guadalajara, Jal., el 14 de noviembre de 1977. Sus restos fueron trasladados a la ciudad de Durango, donde recibieron el homenaje póstumo de los tres poderes de la entidad y del pueblo.